# Adiantum capillus-veneris group
Adiantum capillus-veneris group là một loài thực vật có mạch trong họ Adiantaceae. Loài này được miêu tả khoa học đầu tiên.